# Haus Schmelzle

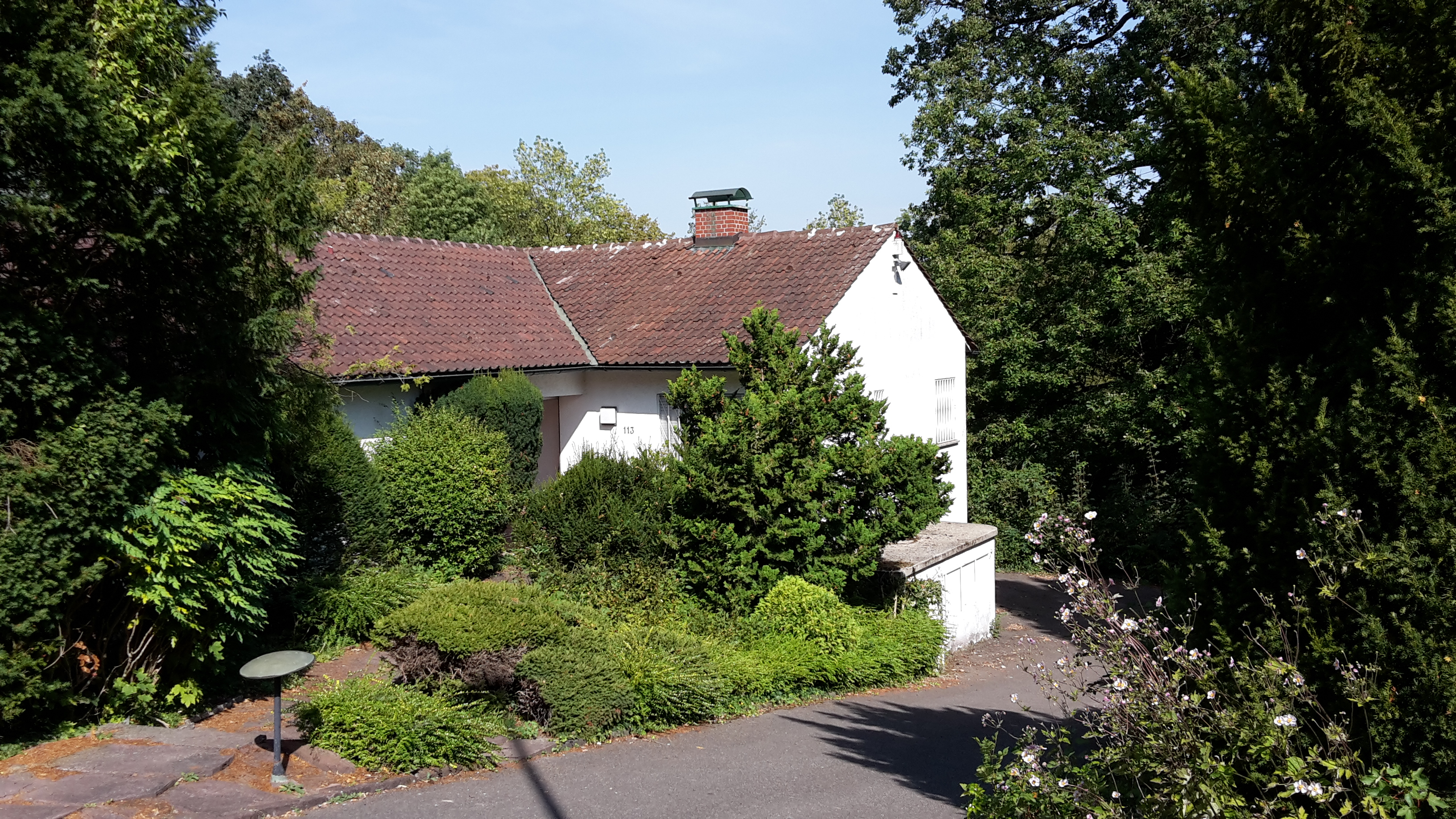
Das Haus Schmelzle, 2018

Haus Schmelzle ist ein denkmalgeschütztes Gebäude in der Bahnhofstraße 113 in Bietigheim-Bissingen. Das einstige Wohn- und Praxisgebäude des Zahnarztes Richard Schmelzle ist als medizinhistorisches Museum zur Zahnheilkunde des 20. Jahrhunderts an einigen Tagen im Jahr auch öffentlich zugänglich.

## Geschichte
Das Gebäude wurde 1953 vom Architekten und Maler Roland Kiemlen (1914–2007), Sohn des Bildhauers Emil Kiemlen, für den Zahnarzt Richard Schmelzle als Wohnhaus mit integrierter Zahnarzt-Praxis entworfen. 1959 erfolgte mit dem Anbau eines größeren Wartezimmers mit einem separaten Zugang für die Praxis eine Vergrößerung. Richard Schmelzle praktizierte in dem Gebäude bis 1998 und hatte außer dem Wartezimmer zwei Sprechzimmer, ein Schreibzimmer und ein Labor. Seit Ende des Praxisbetriebs wurde die inzwischen museale historische Ausstattung der Praxis erhalten, darunter Bohrer und viele andere Geräte aus den 1930er Jahren. Inzwischen öffnet das Gebäude als so genanntes medizinhistorisches Museum zur Zahnheilkunde des 20. Jahrhunderts an wenigen Tagen pro Jahr auch für die Öffentlichkeit seine Türen.

## Beschreibung
Das T-förmige, ein- bis zweistöckige Gebäude mit flach geneigtem Dach liegt in einem großen Gartengrundstück in der Bahnhofstraße 113. Wohn- und Praxisbereich sind nicht eindeutig voneinander getrennt. Zwar liegen die Praxisräume (zwei Sprechzimmer, ein Wartezimmer, ein Schreibzimmer, ein Labor) mehr im Süden und die Wohnräume mehr im Norden des Gebäudes, jedoch wurde das Wohnzimmer des Zahnarztes auch als Wartezimmer für Privatpatienten genutzt. Das Gebäude hatte zunächst auch nur einen Eingang und einen Flur, der alle Räume miteinander verband. Erst mit dem Anbau eines größeren Wartezimmers im Jahr 1959 erhielt die Praxis einen separaten Zugang.
In weiten Bereichen des Gebäudes hat sich die bauzeitliche Ausstattung erhalten, darunter Fliesen und Travertinverkleidungen des Praxisbereichs sowie textile Wandbespannungen in Flur und Wohnbereich, dazu Türen, Fenster und Einbaumöbel.